# Cuílo
Cuílo é uma cidade e um município da província da Lunda Norte, em Angola.
Tem cerca de 28 mil habitantes. É limitado a norte pelo município de Chitato, a leste pelo município de Lucapa, a sul pelo município de Lubalo, e a oeste pelo município de Caungula e pela República Democrática do Congo.
O município é constituído pela comuna-sede, correspondente à cidade de Cuílo, e pela comuna de Caluango.